# Jean Facchinetti
Jean Joseph Angèle Facchinetti (ur. 26 stycznia 1904 w Neuchâtel, zm. 4 lutego 1965 tamże) – szwajcarski piłkarz występujący na pozycji obrońcy.

## Kariera klubowa
W trakcie kariery Facchinetti reprezentował barwy zespołu Cantonal Neuchâtel.

## Kariera reprezentacyjna
W reprezentacji Szwajcarii wystąpił jeden raz, 15 kwietnia 1928 w przegranym 2:3 towarzyskim pojedynku z Niemcami. W tym samym roku został powołany do drużyny na letnie igrzyska olimpijskie, nie zagrał jednak na nich w żadnym meczu.